# 勃艮第的讓娜 (1293年)
勃艮第的讓娜（法語：Jeanne de Bourgogne，綽號：Jeanne la Boiteuse，1293年6月24日—1349年12月12日），亦被稱為“跛子约娜”，法國王后，瓦盧瓦王朝國王腓力六世的第一任妻子。勃艮第的约娜來自卡佩王朝勃艮第的直支，父親為勃艮第公爵羅貝爾二世，母親是法國公主勃艮地公爵夫人艾格妮絲（路易九世的幼女）。她的姊姊也是法國王后，前任國王路易十世的第一任妻子勃艮第的玛格丽特 ，所以她也是納瓦拉女王胡安娜二世的小姨。

## 早年
1313年7月，勃艮第的约娜嫁給她的表弟瓦盧瓦的腓力。1315年至1328年，他們二人被封為曼恩伯爵及夫人。1325年後，他們亦是瓦盧瓦伯爵及夫人與安茹伯爵及夫人。

## 法蘭西王后
瓦盧瓦的腓力的伯父是法國國王腓力四世，當腓力四世與他的三個兒子路易十世、腓力五世及查理四世相繼去世而死後沒有男嗣，瓦盧瓦的腓力因而登上嚴格遵守薩利克繼承法的法蘭西王位，是為腓力六世，開創瓦盧瓦王朝。腓力四世的外孫、英格蘭國王愛德華三世認為自己的血緣比腓力六世親近，理應繼承舅父查理四世留下的王位，因此而成為百年戰爭的導火線。
腓力六世率領法軍與入侵的英格蘭軍隊戰鬥時，勃艮第的约娜為人睿智及意志堅強成為強而有力的攝政，有效地為夫君打理國家。但是正因如此，她的權力及個性為自己和夫君留下不好的聲名。這是由她的殘疾而加重（其中一些人認為是邪惡的標誌），她成為著名的“瘸腿邪惡的女王”。一位編年史形容在王庭上成為她的敵人是極為危險：“瘸子女王勃艮第的约娜...就像一個國王，誰反對她的意願誰就被摧毀。”
她也被認為是一個學識的女人及一個愛書族。她將一些手稿送她的兒子約翰閱讀，吩咐將幾個當代重要的藝術作品翻譯成白話法文，包括博韋的樊尚的歷史作品（約1333年）。

## 逝世
1349年，勃艮第的约娜因黑死病逝世，她被葬於聖但尼聖殿，她的墓穴是由孫兒查理五世所建，但是在法國大革命時被摧毀。

## 子孫
勃艮第的约娜與丈夫腓力六世共有多名兒女。
- 子女：

1. 約翰二世（1319年4月26日－1364年4月8日），法蘭西國王
2. 瑪莉（1326年－1333年9月22日），嫁給布拉班特公爵約翰三世的兒子及繼承人，可惜不久便去世。
3. 路易（1329年1月17日出生），同日去世
4. 路易（1330年6月8日－1330年6月23日）
5. 約翰?（1333年10月2日出生，同日去世）
6. 佚名兒子（1335年5月28日），胎死腹中
7. 瓦盧瓦的菲利普，奧爾良公爵
8. 约娜（1337年11月出生，同日去世）
9. 佚名兒子（1343年夏天出生，同日去世）

1361年，勃艮第的约娜的侄孫勃艮第公爵魯夫勒的菲利普一世逝世而沒有任何子嗣，卡佩王朝在勃艮第公國的統治遂告結束。納瓦拉國王惡棍查理是胡安娜二世之子，應以長子繼承制中比勃艮第的约娜的後嗣優先，但是國王約翰二世以血緣比較親近，使勃艮第落入他的第四子菲利普二世手中，在後者與佛蘭德女伯爵瑪格麗特三世結婚後，佛蘭德與勃艮第公國合併。